# Veerpolder (Haarlem)
De Veerpolder is een polder ten oosten van het centrum van Haarlem, direct ten oosten van de Spaarne, in het noorden grenzend aan de Waarderpolder en in het zuiden grenzend aan de Zuiderpolder. De polder had oorspronkelijk een oppervlakte van ca. 144 ha, thans ca. 90 ha.
In het oosten ligt de Veerplas. Het meest opvallende bouwwerk in de Veerpolder is een zendmast van 150 meter hoog bij de Veerplas.
De Veerpolder vormde een zelfstandig waterschap tot en met 1978, per 1 januari ging dat op in het Waterschap Groot-Haarlemmermeer, dat per 2005 opging in het Hoogheemraadschap van Rijnland.
Een groot deel van deze polder en de Waarderpolder is in de 20e eeuw bebouwd als bedrijventerrein Waarderpolder. Het oostelijk deel met de Veerplas vormt samen met het oostelijk deel van de Waarderpolder de buurt Schoteroog en Veerpolder. Een deel van dit gebied is onderdeel van recreatiegebied Spaarnwoude.

## Molens
De polder wordt door twee molens bemalen:
- De Kleine Veer
- De Veer: bemaalde de Veerpolder op Rijnlands boezem.